# 23745 Liadawley
23745 Liadawley è un asteroide della fascia principale. Scoperto nel 1998, presenta un'orbita caratterizzata da un semiasse maggiore pari a 2,2397465 UA e da un'eccentricità di 0,1674889, inclinata di 6,06948° rispetto all'eclittica.